# 1865 na ciência

## Eventos
- Johann Josef Loschmidt determina o número de moléculas em um mol, constante posteriormente nomeada como número de Avogadro.[1]
- Friedrich August Kekulé von Stradonitz, baseado parcialmente no trabalho de Loschmidt e outros, estabelece a estrutura do benzeno com seis carbonos com ligações químicas simples e duplas alternadas.[2]
- Adolf von Baeyer começa a trabalhar no Anil (corante), um marco na indústria química orgânica que revoluciona a indústria de corantes.[3]

## Nascimentos
| Data | Nome | Profissão | Nacionalidade | Observações | Ref |
| ---- | ---- | --------- | ------------- | ----------- | --- |

## Mortes
| Data          | Nome          | Profissão                        | Nacionalidade                         | Observações                    | Ref   |
| ------------- | ------------- | -------------------------------- | ------------------------------------- | ------------------------------ | ----- |
| 31 de janeiro | Hugh Falconer | paleontólogo, geólogo e botânico | Reino Unido da Grã-Bretanha e Irlanda | n. 1808 Medalha Wollaston 1837 | [ 4 ] |

## Prémios
Medalha Copley
- Michel Chasles[5]